# Pyrrharctia genini
Pyrrharctia genini är en fjärilsart som beskrevs av Debauche 1938. Pyrrharctia genini ingår i släktet Pyrrharctia och familjen björnspinnare. Inga underarter finns listade.